# Домажир (ведмежий притулок)
49°54′29″ пн. ш. 23°48′11″ сх. д. / 49.908055555556° пн. ш. 23.803055555556° сх. д.
Ведме́жий приту́лок «Дома́жир» — реабілітаційний центр для ведмедів. Розташований на захід від села Жорниська Яворівського району Львівської області. Відкритий у жовтні 2017 року за допомогою австрійського благодійного фонду "FOUR PAWS». Розташований за 15 км від Львова, неподалік від природного заповідника «Розточчя».
Призначений для утримання та реабілітації ведмедів, яких врятували від жорстокого утримування із притравочних станцій, пересувних зоопарків, цирків, готелів та ресторанів. Притулок розрахований на 30 ведмедів. Його загальна площа становить близько 20 га (станом на 2019 рік облаштовано лише 7,7 га). Кожен вольєр для ведмедя має площу не меншу ніж 1200 м², оснащений штучними барлогами, водоймами та атракціями. Крім того, є менші «карантинні вольєри», у яких ведмеді призвичаюються до нових умов проживання. У структурі притулку є технічні приміщення, що розраховані на працівників та адміністративні — для відпочинку відвідувачів. Також присутні зони відпочинку та великий освітньо-відпочинковий простір для відвідувачів, особливо розвинена інфраструктура для проводження часу з дітьми.

## Історія
Організація «FOUR PAWS» — це глобальна міжнародна організація, яка виникла в Австрії у 1988 році. Організація зосереджується на поступовому поліпшенні умов життя тварин під безпосереднім впливом людини, шляхом виявлення страждань, порятунку тварин, які потребують допомоги, та їх захисту. Дана організація реалізовує понад 90 проєктів допомоги тваринам у різних країнах світу: Індонезії, В'єтнамі, країнах Південної Африки, країнах Європи та інших. Серед інших є департамент диких тварин, куди входить і центр компетенції ведмедів. В Україну організація прийшла у 2012 році, допомагаючи зі стерилізацією безпритульних тварин під час підготовки до Євро-2012.
Місією «FOUR PAWS» в Україні є збереження популяції бурих ведмедів, заборона незаконного жорстокого утримання ведмедів у неволі та створення наближених до природних умов проживання тварин. У 2014 році розпочалася підготовка будівництва притулку для бурих ведмедів на Львівщині. Разом із тим організація допомагала реабілітаційному центру бурого ведмедя у національному природному парку Синевир.
Притулок відкритий для відвідувачів з жовтня 2017 року. Тут, як і в інших притулках, побудованих організацією FOUR PAWS, пропонуються екскурсії та тематичні заходи для екологічної освіти та виховання любові до дикої природи.
Станом на 2021 рік Ведмежий притулок «Домажир» забезпечує пожиттєвий догляд за 28 бурими ведмедями, які постраждали внаслідок людської експлуатації. Прикладами таких дій є:
- комерційна експлуатація (цирки, ведмеді, як частина інтер'єру або атракції для відвідувачів ресторанів чи в готелі);
- притравочні мисливські станції;
- приватні звіринці.

В березні 2022 року через загрозу мешканцям притулку внаслідок російського всторгнення в Україну 7 ведмедів будо перевезено з притулку для реабілітації ведмедів, які постраждали від жорстокого поводження «Біла скеля».

## Стандарти роботи
Ведмеді, які прожили більшу частину свого життя в неволі, мають ризик не адаптуватися до дикої природи, їх рідного середовища. Вони стають залежними від людини та втрачають навики виживання у дикій природі самостійно. Більшість  ведмедів, що зараз знаходяться у притулку, раніше утримувались в надзвичайно поганих умовах, і, таким чином, набули різноманітних поведінкових розладів. Період реабілітації та адаптації ведмедів потребує забезпечення найкращої якості їх життя, це, своєю чергою, включає дотримання наступних критеріїв та стандартів.

### Облаштування середовища
Завдяки розмірам та структурі притулку, тварини забезпечені просторими вольєрами (не менше 1200 м²) з максимально наближеним до природного середовища умовами, найкращими для їхніх видових потреб. Ведмеді мають можливість копати власні барлоги, а також використовувати уже побудовані штучні. Водойми, які є у кожному вольєрі дозволяють інтенсивно купатися та доглядати за шерстю. Крім того, доглядальники надають ведмедям безліч можливостей пробуджувати свою природну інстинктивну поведінку: ретельно підібрані розвиваючі іграшки зацікавлюють ведмедів і стимулюють їх природну грайливість та цікавість.

### Можливість вибору
Ціннісною основою існування ведмежого притулку є забезпечення сприятливих умов для того, щоб ведмеді могли проявити видову поведінку, контактуючи один з одним та з навколишнім середовищем. Відвідувачі можуть отримувати враження спостерігаючи за повсякденним життям тварини, однак ведмеді самі вирішують чи хочуть вони, щоб їх бачили. Взаємодія ведмедів з персоналом притулку зведена до мінімуму: догляд, та певні дії задля підвищення довіри у тварин.

### Професійна опіка
Персонал притулку щодня виконує процеси догляду за ведмедями, підлаштовуючи догляд під індивідуальні потреби тварин. Професійні доглядачі отримують  підтримку від ветеринарів, що спеціалізуються на дикій фауні. Щодня ведеться моніторинг стану здоров'я, харчування  та поведінки тварин. Тісна співпраця із науковими установами та університетами дають можливість пришвидшити процес відновлення після розвитку стереотипної поведінки, яка пов'язана з їхнім попереднім утриманням.

### Харчування
Попри те, що бурий ведмідь належить до класу хижаків, вони все ж мають різноманітний раціон. В основному це рослинна їжа, включаючи траву, листя, квіти, трави, жолуді, плоди та ягоди, а також безхребетних (комахи, личинки тощо) та хребетні (риби та переважно дрібні ссавці, але також й олені). Ведмеді, які живуть у притулку «Домажир», забезпечені збалансованим раціоном, який нагадує їхній природний, наскільки це можливо.
У природі ведмідь проводить більшу частину свого дня у пошуках їжі. Цю поведінку намагаються відтворити в умовах притулку, що робиться через розроблення нових методик, щоб зацікавити ведмедів шукати їжу у вольєрі. Одним із методів є використання іграшок-закладок, які стимулюють інтелект та інстинктивні навички ведмедів.

### Стерилізація
Щоб уникнути подальших страждань тварин, котрих прийняла організація FOUR PAWS у притулок, і яких можуть замінити на інших нещасних тварин, організація прагне унеможливити здатність до відтворення потомства (стерилізація). Неможливість адаптації, після насильницьких дій збоку людини, та відсутність життя у звичному середовищі існування створює ризики для майбутнього потомства.

### Зимовий сон
Доглядальники за тваринами створюють усі умови, щоб стимулювати їх до зимового сну. Для цього ведмедям потрібна відповідна кількість продуктів, багатих вуглеводами та жирами (восени 6 — 8 кг на 100 кг маси тіла на добу, взимку лише 1 — 1,5 кг на 100 кг маси тіла на добу, для ведмедів, що не сплять). Деякі тварини викопують власні барлоги, а деякі вважають за краще спати в штучних, які побудовані у відкритих вольєрах, або  ж сплять у солом'яних ложах, що підготовлені  у зовнішніх вольєрах.